# Финал Кубка Украины по футболу 2021
Финал Кубка Украины по футболу 2021 — финальный матч 30-го розыгрыша Кубка Украины по футболу 2020/2021, который состоялся 13 мая 2021 года на Городском стадионе им. Романа Шухевича в Тернополе. В матче приняли участие киевское «Динамо» и луганская «Заря», выступающие в Украинской Премьер-лиге. «Динамо» вышло в финал Кубка Украины в 18-й раз , а «Заря» — 2-й. Главным арбитром был назначен Юрий Иванов, представляющий Донецкую область.
Киевское «Динамо» обыграло луганскую «Зарю» (1:0 в дополнительное время), а единственный гол в матче забил Виктор Цыганков. «Динамо» стало 13-кратным обладателем Кубка Украины и по этому показателю сравнялось с «Шахтёром». Также «Динамо» оформило требл (2-й в истории): в начале сезона команда завоевала Суперкубок Украины, затем досрочно стало чемпионом УПЛ и потом выиграло золотые медали Кубка страны.
Тернополь стал 8-м городом Украины, в котором прошел финал Кубка Украины.

## Место проведения
Первоначально матч финала Кубка Украины предыдущего розыгрыша сезона 2019/20 должен был пройти в Тернополе на Городском стадионе, но из-за пандемии коронавируса игра была перенесена на 8 июля 2020 года сначала на «Арену Львов», а затем — на харьковский стадион «Металлист». Тернополь получил право провести финал Кубка 2021 года.
Тернопольский Городской стадион им. Романа Шухевича стал местом проведения финального поединка турнира впервые. Тернополь стал 8-м городом Украины, в котором прошел финал Кубка Украины. За 29 предыдущих розыгрышей чаще финальный матч принимал Киев — 18 раз. Пять раз обладатель трофея определялся в Харькове, дважды — в Днепре, по одному разу — в Сумах, Полтаве, Львове и Запорожье.

## Команды

### Достижения в розыгрышах Кубка Украины
| Команда          | Предыдущие финалы (победы выделены)                                                                       |
| ---------------- | --- |
| «Динамо» (Киев)  | 17 (1993, 1996, 1998, 1999, 2000, 2002, 2003, 2005, 2006, 2007, 2008, 2011, 2014, 2015, 2017, 2018, 2020) |
| «Заря» (Луганск) | 1 (2016)                                                                                                  |

Для киевского «Динамо» финал Кубка Украины 2021 года — 18-й за 30 сезонов розыгрыша турнира. Чаще чем «Динамо» участвовал в решающих матчах этого турнира только «Шахтёр» — 19 раз. Также дончане имеют на одну победу в финалах больше — 13 против 12-ти.
Четыре финала Кубка Украины подряд (2005, 2006, 2007, 2008) являются рекордной серией киевского «Динамо». С учётом победных финалов «Динамо» дважды удался цикл по три победных сезона (1998, 1999, 2000 и 2005, 2006, 2007).
В семи последних финальных матчах футболисты «Динамо» в игровое время забили лишь трижды в двух встречах. В пяти финалах (2008, 2011, 2015, 2017, 2018) голов киевский клуб не забивал, и лишь однажды (2015) ему удалось выиграть Кубок Украины в серии пенальти. В серии послематевых пенальти «Динамо» одержало победу в финале 2020 года.
Финал Кубка Украины 2021 года — второй в истории финал с участием луганской «Зари». В своем первом финале 2016 года, проходившем во Львове, «Заря» уступила донецкому «Шахтёру» со счётом 0:2. Помимо этого команда три раза доходила до полуфинальной стадии розыгрыша. И в сезоне 2018/19 команда под руководством Юрия Вернидуба сенсационно уступила представителю Первой лиги — «Ингульцу» (1:2). Голов в финальных матчах «Заря» не забивала.

### Взаимоотношения клубов в розыгрышах кубка Украины
| Дата                     | Место     | Стадия     | Хозяева  | Дивизион     | Оппонент | Дивизион     | Счёт           | Стадион                      | Бомбардиры                                                                                      |
| ------------------------ | --------- | ---------- | -------- | ------------ | -------- | ------------ | -------------- | ---------------------------- | ----------------------------------------------------------------------------------------------- |
| Кубок Украины по футболу |           |            |          |              |          |              |                |                              |                                                                                                 |
| 29.10.2008               | Киев      | 1/8 финала | «Динамо» | Премьер-лига | «Заря»   | Премьер-лига | 2:0            | «Динамо» им. В. Лобановского | Ярмоленко 16′, Саблич 21′                                                                       |
| 04.03.2015               | Запорожье | 1/4 финала | «Заря»   | Премьер-лига | «Динамо» | Премьер-лига | 1:2            | «Славутич-Арена»             | Каменюка 50′ — Гусев 12′ (пен.), Кравец 33′                                                     |
| 08.04.2015               | Киев      | 1/4 финала | «Динамо» | Премьер-лига | «Заря»   | Премьер-лига | 2:0            | «Динамо» им. В. Лобановского | Беланда 32′, Теодорчик 42′                                                                      |
| 26.10.2016               | Киев      | 1/4 финала | «Динамо» | Премьер-лига | «Заря»   | Премьер-лига | 5:2 (доп. вр.) | НСК «Олимпийский»            | Гонсалес 14′, 97′, Цыганков 65′, Мораес 100′, 119′ (оба пен.) — Форстер 22′ (пен.), Сиваков 89′ |

Финальный матч Кубка Украины 2021 года — пятая встреча в истории взаимоотношений «Динамо» и «Зари» в рамках этого турнира. Это первый матч между этими командами в финале розыгрыша Кубка Украины. Предыдущие встречи проходили на стадиях 1/8 (2008, 2016) и 1/4 (2015) финала. В розыгрыше 2014/15 победитель пары определялся по результатам двух матчей.
Все предыдущие противостояния завершились в пользу «Динамо» с общим счетом 11:3. В последней встрече в октябре 2016 года было сыграно 120 минут, когда белорусский полузащитник «Зари» Михаил Сиваков на 89-й сравнял счёт 2:2. В дополнительное время «Динамо» забило ещё три гола, два из которыз были реализованы с пенальти.

## Путь к финалу
| «Динамо»     | «Динамо»       | Раунд      | «Заря»        | «Заря»         |
| ------------ | -------------- | ---------- | ------------- | -------------- |
| Соперник     | Результат      |            | Соперник      | Результат      |
| —            | —              | 1/8 финала | «Десна»       | 1:0            |
| «Колос»      | 0:0 (пен. 4:3) | 1/4 финала | «Верес»       | 2:1            |
| «Агробизнес» | 3:0            | Полуфинал  | «Александрия» | 1:1 (пен. 4:3) |

### «Динамо»
«Динамо» (обладатель Кубка Украины 2020 года) и «Шахтёр» (чемпион Украины 2020 года) начали розыгрыш Кубка Украини сезона 2020/21 сразу со стадии четвертьфинала. «Шахтёру» не удалось пройти этот этап, который уступил в дополнительное время команде Первой лиги «Агробизнесу» (1:0 (д.в.), а «Динамо» переиграло в серии послематчевых пенальти «Колос» (0:0, п.п. 4:3). В серии пенальти Богдан Леднев не попал в ворота, пробивая при счете 3:3 в серии, однако вратарь «Динамо» Денис Бойко среагировал на удар Евгения Задои. А потом, когда пятый удар неудачно исполнил Александр Караваев, Бойко среагировал ещё на удар Виталия Гавриша и не позволил «Колосу» забить решающий пенальти. А уже потом игрок соперника (Олег Ильин) пробив мимо рамки ворот. Победный удар с 11-метровой отметки в составе «Динамо» реализовал Александр Андриевский.
В 1/2 финала «Динамо» встретилось «Агробизнесом», однако тренер команды соперника Александр Чижевский не мог выставить на игру оптимальный состав. Номинальные хозяева тернопольского стадиона почти не создали моментов в атаке, но достаточно долго удерживали свои ворота от пропущенного гола. Гол на 45-й минуте перед перерывом забил Богдан Леднев, после чего его удвоил неожиданным для вратаря дальним ударом Артём Беседин. Виталий Буяльский на 81-й минуте точным ударом установил окончательный счёт в матче 3:0 в пользу «Динамо».

### «Заря»
В сезоне 2020/21 розыгрыша Кубка Украины «Заря» начала выступления с 1/8 финала. Регламентом было предусмотрено льготы для участников групповых стадий Лиги чемпионов и Лиги Европы. На стадии 1/8 финала «Заря» обыграла «Десну» со счётом 1:0 (победным голом с пенальти отличился Владлен Юрченко). В четвертьфинале «Заря» встретилась с лидером Первой лиги ровненским «Вересом», добыв волевую победу на выезде со счётом 2:1 (голами в составе луганчан отметились Дмитрий Иванисеня и Владислав Кочергин).
В полуфинальном поединке «Заря» обыграла в серии послематчевых пенальти «Александрию» (1:1, п.п. 4:3). В компенсированное время арбитр назначил пенальти в пользу соперника (Иванисеня нарушил правила против Дениса Устименко), что дало возможность «Александрии» перевести матч в дополнительное время. В игровое время голов больше зафиксировано не было, а в серии послематчевых пенальти, успешнее были игроки «Зари».

## Организация матча

### Время
Дирекция по проведению Кубка Украины определила время начала поединка: матч в Тернополе на Городском стадионе имени Романа Шухевича между киевским «Динамо» и луганской «Зарей» начнется 13 мая 2021 года в 19:00.

### Билеты
Во время онлайн-заседания оперативного штаба Тернополя, на котором обсуждались состояние заболеваемости COVID-19 и вопросы карантина, было принято решение обеспечить ограниченное количество зрителей на поединке финала Кубка Украины, а именно — не более 20 % от общего количества посадочных мест, предусмотренных для зрителей. От данного количества выделены билеты в равных частях командам-участникам финального матча («Динамо» и «Зари»).

### Бригада арбитров
9 мая 2021 года комитеты Украинской ассоциации футбола назначили официальных лиц на финальный матч Кубка Украины 2020/21. Главным арбитром поединка будет работать Юрий Иванов, представляющий Донецкую область. 35-летний рефери в течение текущего сезона обслуживал 11 матчей украинской Премьер-лиги и одну встречу Кубка Украины, в которых продемонстрировал 73 желтые карточки (в среднем — 6 за игру), а также 10 раз удалял футболистов с поля. Арбитром VAR назначена Екатерина Монзуль из Харькова, а ее ассистентом — Марина Стрелецкая из Сум.

### События до матча
Киевское «Динамо» прибыло в город проведения финального матча вечером 12 мая. На 13 мая у подопечных Мирчи Луческу было запланировано утреннее занятие. Луганская «Заря» прибыла в Тернополь 12 мая и вечером провела тренировку. 12 мая команда Виктора Скрипника провела утреннюю разминку.
Прямая трансляция финального поединка была запланирована на двух телеканалах — UA: Первый и «Футбол-1».
Утром в день финального матча Кубка Украины сезона 2020/21 на Тернопольском городском стадионе состоялось традиционное предматчевое совещание по организационным вопросам, на котором было утверждено в какой форме проведут поединок команды. Игроки «Динамо» сыграют в своей основной форме белого цвета, а голкипер проведет встречу в серой форме. Игроки «Зари» выйдут на поле в форме черного цвета, а вратарь — в светло-зеленом. Поскольку, «Динамо» определено номинальным хозяином поля в этом поединке, поэтому первоочередное право выбирать форму принадлежало именно киевскому клубу.

## Отчёт о матче

### Обзор
Перед началом матча участники финала почтили минутой молчания память тренера Валерия Лобановского, ушедшего из жизни 19 лет назад, 13 мая 2002 года. На матче присутствовал главный тренер сборной Украины Андрей Шевченко.
Обе команды начали игру в высоком темпе, причём «Заря» не уступала «Динамо» по количеству атак. Уже в дебюте встречи в одном из игровых эпизодов повреждение руки получил защитник «Динамо» Виталий Миколенко, после чего его на 11-й минуте заменил Александр Караваев. На 21-й минуте игроки «Динамо» нанесли первый удар по воротам: после скидки Артёма Беседина Виталий Буяльский пробил выше цели. Вторая половина первого тайма прошла с преимуществом подопечных Мирчи Луческу. На 38-й минуте у ворот «Зари» возник ещё один голевой момент у «Динамо», когда Беседин с разворота пробил в нижний угол, и только сэйв Николы Василя спас луганчан от пропущенного мяча. Игроки «Зари» ответили на эту атаку стандартным положением, когда Денис Фаворов после передачи Владлена Юрченко нанес опасный удар.
Во втором тайме, как и в первом, на поле происходило немало жестких столкновений. На 55-й минуте полузащитник «Динамо» Николай Шапаренко, обыграв нескольких соперников, пробежал с мячом со своей половины поля и сам завершал атаку, но мяч попал в перекладину. Вскоре еще один игрок «Динамо» Виктор Цыганков сначала сам атаковал ворота, а затем создал момент для Беседина. «Динамо» усиливало давление на ворота соперника, однако Жерсон Родригеш и Денис Попов не попали в ворота, а после удара Беседина мяч из нижнего угла отразил Василь. Возможность принести победу «Динамо» в основное время имел Шапаренко, но его удар пришелся в голову Фаворова.
В дополнительное время преимущество «Динамо» увеличилось, но вратарь «Зари» Василь отражал удары. На 98-й минуте игроки «Динамо» провели результативную атаку: сначала Родригес прошел по правому флангу и отдал пас в центр, где Буяльский пятой продолжил траекторию мяча на Цыганкова, который точным ударом забил гол. Затем на 104-й минуте защитник «Зари» Жуниор Рейс сфолил на Буяльском, но удар Цыганкова с пенальти отразил Василь.

### Детали
Номинальный хозяин поля в финале был определён дополнительной жеребьёвкой, которая состоялась 4 марта 2021 года.
| «Динамо» (Киев) | 1:0 (доп. вр.) | «Заря» (Луганск) |
| --------------- | -------------- | ---------------- |
| Цыганков 98′    | (отчёт)        |                  |

| «Динамо» | «Заря» |

| «Динамо»:       |    |                    |       |      |
|                 |    |                    |       |      |
| ВР              | 71 | Денис Бойко        |       |      |
| ПЗ              | 94 | Томаш Кенджора     | 67'   |      |
| ЦЗ              | 4  | Денис Попов        |       |      |
| ЦЗ              | 25 | Илья Забарный      |       |      |
| ЛЗ              | 16 | Виталий Миколенко  | 11'   |      |
| ЦП              | 5  | Сергей Сидорчук    | 90+3' |      |
| ЦП              | 10 | Николай Шапаренко  | 35'   |      |
| ЦП              | 29 | Виталий Буяльский  | 114'  |      |
| ПП              | 15 | Виктор Цыганков    | 98′   | 105' |
| ЛП              | 22 | Жерсон Родригеш    | 118'  |      |
| НП              | 41 | Артём Беседин      |       |      |
| Замены:         |    |                    |       |      |
| ВР              | 71 | Георгий Бущан      |       |      |
| ЗЩ              | 23 | Сидклей            |       |      |
| ЗЩ              | 24 | Александр Тымчик   |       |      |
| ЗЩ              | 34 | Александр Сирота   |       |      |
| ПЗ              | 14 | Карлос де Пена     | 118'  |      |
| ПЗ              | 17 | Богдан Леднев      |       |      |
| ПЗ              | 19 | Денис Гармаш       | 114'  |      |
| ПЗ              | 20 | Александр Караваев | 11'   |      |
| НП              | 30 | Владислав Ванат    |       |      |
| Главный тренер: |    |                    |       |      |
| Мирча Луческу   |    |                    |       |      |

| «Заря»:         |    |                      |       |       |
|                 |    |                      |       |       |
| ВР              | 23 | Никола Василь        |       |       |
| ЛЗ              | 6  | Жуниор Рейс          | 90+3' |       |
| ЗЩ              | 15 | Виталий Вернидуб     | 14'   |       |
| ЗЩ              | 21 | Дмитрий Иванисеня    | 111'  |       |
| ЗЩ              | 23 | Денис Фаворов        |       |       |
| ПЗ              | 7  | Владислав Кочергин   | 75'   |       |
| ПЗ              | 10 | Дмитрий Хомченовский |       |       |
| ПЗ              | 27 | Егор Назарина        | 63'   |       |
| ПЗ              | 80 | Владлен Юрченко      | 52'   | 118'  |
| НП              | 22 | Владислав Кабаев     | 82'   |       |
| НП              | 28 | Артём Громов         | 90+4' |       |
| Замены:         |    |                      |       |       |
| ВР              | 30 | Никита Шевченко      |       |       |
| ЗЩ              | 5  | Агрон Руфати         |       |       |
| ЗЩ              | 20 | Йоэль Абу Ханна      |       |       |
| ПЗ              | 4  | Ловро Цвек           | 118'  |       |
| ПЗ              | 97 | Андрей Цыганик       |       |       |
| ПЗ              | 8  | Максим Лунёв         |       |       |
| НП              | 9  | Шахаб Захеди         | 90+4' |       |
| НП              | 11 | Александр Гладкий    | 82'   |       |
| НП              | 90 | Аллахьяр Сайядманеш  | 63'   | 90+3' |
| Главный тренер: |    |                      |       |       |
| Виктор Скрипник |    |                      |       |       |

| Ассистенты главного арбитра: Виктор Матяш (Донецк) Семён Шлончак (Черкассы) Четвертый арбитр: Александр Шандор (Львов) Резервный ассистент арбитра: Андрей Скрипка (Кропивницкий) Наблюдатель арбитража: Игорь Хиблин (Хмельницкий) Арбитр VAR: Екатерина Монзуль (Харьков) Ассистент VAR: Марина Стрелецкая (Сумы) Наблюдатель VAR: Сергей Лисенчук (Киев) Делегат УАФ: Геннадий Прокопович (Чернигов) Офицер безопасности УАФ: Николай Пыхтин (Николаев) |

| Обладатель Кубка Украины 2020/21 |
| -------------------------------- |
|                                  |
| «Динамо» (Киев) 13-й титул       |

### Статистика матча
| Статистика       | «Динамо» | «Заря» |
| ---------------- | -------- | ------ |
| Голы             | 1        | 0      |
| Удары            | 15       | 6      |
| Удары в створ    | 7        | 1      |
| Сэйвы            | 1        | 6      |
| Владение мячом   | 57 %     | 43 %   |
| Угловые          | 7        | 4      |
| Нарушения        | 19       | 16     |
| Офсайды          | 2        | 4      |
| Жёлтые карточки  | 3        | 6      |
| Красные карточки | 0        | 0      |

## После матча

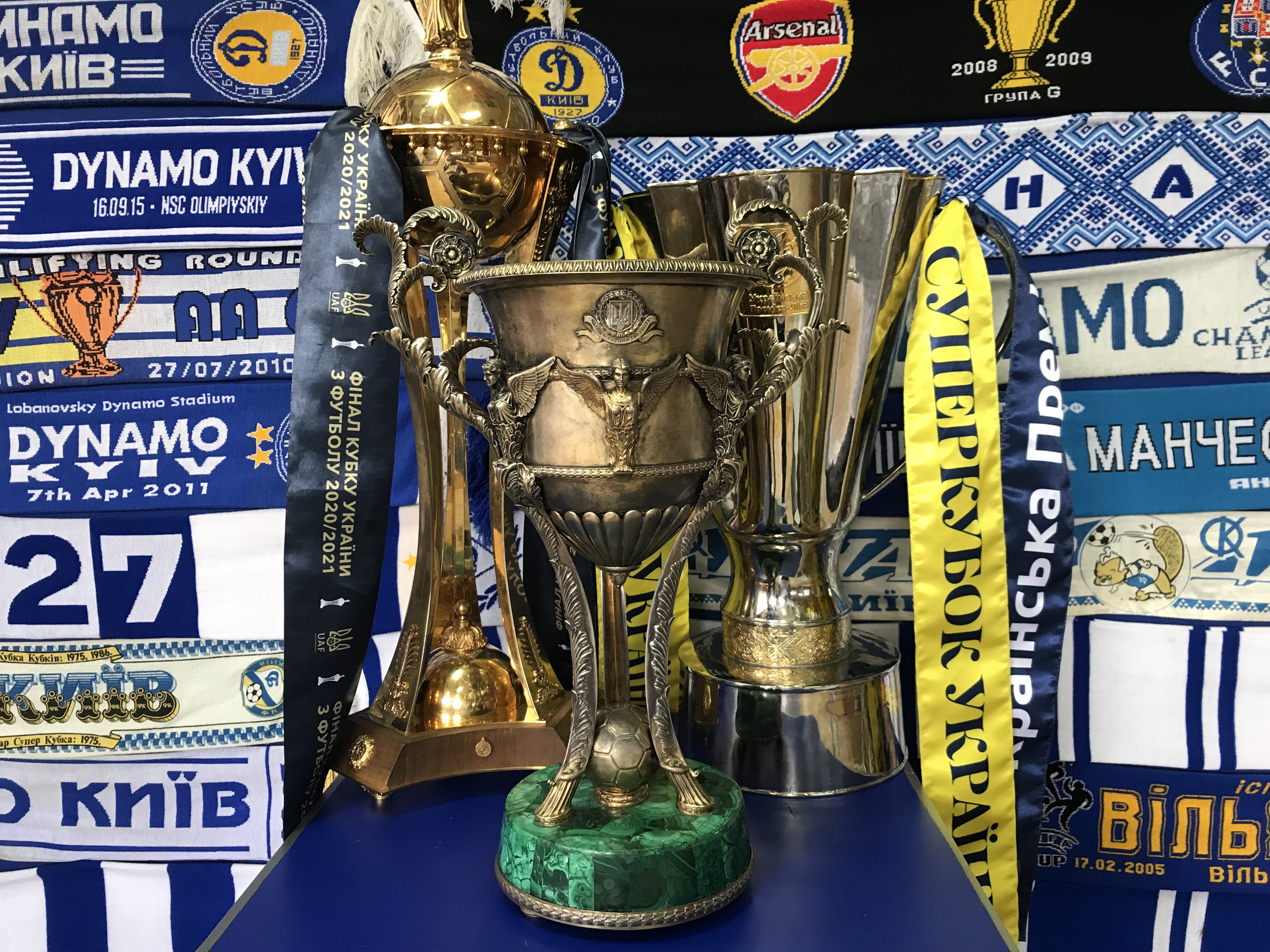
2-й требл «Динамо» в истории: Кубок Украины 2021, Кубок чемпионата Украины 2020/21 и Суперкубок Украины 2020 на демонстрации в фан-клубе «Динамо» (Киев), стадион «Динамо» им. Валерия Лобановского, Киев

Благодаря этой победе киевское «Динамо» завоевало 13-й титул победителя Кубка Украины и сравнялось по этому показателю с донецким «Шахтёром». Поскольку «Динамо» также выиграло чемпионат Украины 2020/21 и Суперкубок Украины 2020, оно второй раз в своей истории смогло выиграть эти три турнира в одном сезоне (впервые ему удалось это сделать в сезоне 2006/07). Киевское «Динамо» стало лишь вторым клубом, выигравшим его дважды, после «Шахтёра» в сезонах 2010/11, 2012/13 и 2017/18.
«Динамо» провело 5-й поединок против «Зари» в Кубке Украины и одержало 5-ю победу. Главный тренер «Динамо» Мирча Луческу рекордный 12-й раз, делал установку на финальный матч Кубка Украины, в том числе 1-й — в «Динамо», и рекордный, 7-й, раз его подопечные праздновали победу. Этот трофей стал для «Динамо» 37-м кубковым трофеем в истории клуба. Для Луческу этот трофей стал 35-м в тренерской карьере. По этому показателю его опережает лишь Алекс Фергюсон, на счету которого 49 титулов за 39 лет.
Виктор Цыганков забил 4-й гол в Кубке Украины, в том числе 1-й в финальной игре. Только 3-й раз «Динамо» стало обладателем Кубка Украины, не пропустив в ходе розыгрыша ни одного гола в основное и дополнительное время.
Президент Украины Владимир Зеленский поздравил киевское «Динамо» с оформлением золотого хет-трика по итогам сезона 2020/21.